# Het grote sprookjeslied
Het grote sprookjeslied is een Nederlandstalige hit uit 1980, waaruit een albumproject voort had moeten komen. Verschillende van de artiesten uit het ensemble bedankten echter voor de eer aangezien hun carrièreplannen er anders uitzagen.
De deelnemende artiesten (allen uit de Philips Records-stal) waren:
- Willem Duyn (De verteller en dwerg)
- Alexander Curly (Hans, dwerg en de rattenvanger van Hamelen)
- Corry Konings (Grietje, Sneeuwwitje en sprookjesfee)
- Nico Haak (Klein Duimpje)
- Bonnie St. Claire (Roodkapje, Doornroosje en sprookjesfee)
- Sandy (Het jongste geitje, Assepoester en sprookjesfee)

Elke artiest is op de singleversie alleen in zijn eerste rol te horen. De overige rollen staan alleen op de albumversie.

## Discografie

### Single
| Single met eventuele hitnotering(en) in de Nederlandse Top 40 | Datum van verschijnen | Datum van binnenkomst | Hoogste positie | Aantal weken | Opmerkingen |
| ------------------------------------------------------------- | --------------------- | --------------------- | --------------- | ------------ | ----------- |
| Het grote sprookjeslied                                       |                       | 26-1-1980             | 24              | 5            |             |